# Finisterra (album)
Finisterra è il quinto album del gruppo spagnolo Mägo de Oz, un doppio CD con il quale è stato rotto un silenzio di tre anni, e che contiene alcune delle canzoni più popolari della band, come Fiesta pagana, Hasta que el cuerpo aguante, El que quiera entender que entienda, La danza del fuego e Santa compaña. La canzone La cruz de Santiago è ispirata alla saga di Alatriste, scritta da Arturo Pérez-Reverte.
L'album è uscito sul mercato durante il 2000.

## Lista dei brani

### Disco 1
1. Prólogo
2. Satania
3. La cruz de Santiago
4. La danza del fuego
5. Hasta que el cuerpo aguante
6. El señor de los gramillos
7. Polla dura no cree en Dios
8. Maite zaitut
9. Duerme... (cover del brano popolare Scarbourugh Fair)
10. Es hora de marchar (cover di Rainbow Eyes dei Ritchie Blackmore's Rainbow)

### Disco 2
1. Fiesta pagana
2. El que quiera entender que entienda
3. Los renglones torcidos de Dios
4. Kelpie (cover dell'omonima canzone dei Jethro Tull)
5. Tres tristes tigres
6. A costa da morte
7. Santa compaña
8. Conxuro
9. Astaroth
10. Finisterra